# Katunino (obwód archangielski)
Katunino (ros. Катунино) – osiedle w Rosji, w obwodzie archangielskim, w rejonie primorskim. W 2010 liczyło 3443 mieszkańców.